# Konrad I., njemački kralj
Konrad I., (* nepoznato; † 23. prosinca 918. u Weilburgu; pokopan u Fuldi)
Vojvoda Frankonije od 906., istočnofranački kralj (911. – 918.). 
Konrad je bio najstariji sin grofa Konrada Starijeg od Weilburga i Glismut, izvanbračne kćeri cara Arnulfa Karantanskog. Nakon smrti svoga oca godine 906. Konrad je postao glavarom Konradina, rajnskofranačko-hesenske velikaške obitelji, čiji se utjecaj protezao od Tiringije do donje Rajne i Lotaringije, te ujedno i vojvoda Frankonije. 
Kao vojvoda Frankonije i savjetnik na dvoru svoga ujaka kralja Ludviga IV. Djeteta imao je znatan utjecaj na svoga ujaka koji zbog djetinje dobi i čestih bolesti nije mogao samostalno vladati. Nakon Ludvigove smrti godine 911., koji je bio posljednji njemački Karoling velikaši su za kralja izabrali Konrada, koji je bio najbliži rođak prethodnog kralja. On je u prvim godinama svoje vladavine bezuspješno nastojao da Francuskoj preotme Lotaringiju što ga je spriječilo da se odupre provalama Mađara koji su od godine 912. pustošili cijelu Srednju Europu sve do Lotaringije. 
Ionako kritična situacija dodatno se zakomplicirala zaoštravanjem sukoba Crkve s njemačkim vojvodama. Oni su nastojali da preotimanjem crkvenih zemljoposjeda oslabe moć biskupa, povećaju vlastiti zemljišni fond i time steknu sredstva kojima će darivati i uza se vezati svoje vazale, da bi na taj način ojačali svoj položaj prema kraljevskoj vlasti.
To je natjeralo crkvene poglavare da teže jačanju kraljevske vlasti. Istovremeno je i Konrad uviđao da se mora osloniti na Crkvu u otporu sve izraženijoj samostalnosti vojvodstava. Kralj je isprva pokušavao smiriti sukobe. Ali kad su diljem Njemačke zaredali napadi velikaša na biskupe, Konrad je odlučio intervenirati. 
Ali to je dovelo do niza ustanaka protiv kralja u Saskoj, Bavarskoj i Švapskoj. nastojeći da svoje protivnike svlada odvojeno, Konrad je dao neke koncesije Saskoj i Švapskoj, a na bavarskog vojvodu Arnulfa udario je svim snagama i teško ga porazio nakon čega je ovaj pobjegao iz zemlje, dok je kralj Bavarsku kaznio teškim razaranjima.
Svoju vojnu pobjedu Konrad je pokušao učvrstiti stvaranjem formalnog saveza kraljevske vlasti s Crkvom na koncilu u Hohenaltheimu godine 917. Taj je koncil unaprijed udario crkvenim prokletstvom svakoga tko bi se pokušao urotiti protiv kralja i obvezao sve one koji se odupiru njegovoj politici da pod prijetnjom izopćenja izvrše pokoru pred biskupom svoga područja. Te odluke postale su temeljem u daljnjem razvitku savezništva između kraljevske vlasti i Crkve, koje je u vrijeme Otona I. u drugoj polovici 10. stoljeća omogućilo punu pobjedu kraljevskog autoriteta i uspostavu carske vlasti u rukama njemačkih vladara. Ali u gotovo polustoljetnom razdoblju koliko je trebalo da sazriju rezultati Konradove politike saveza s Crkvom protiv vojvodstava, Njemačka je prolazila kroz razdoblje kolebanja u odnosima snaga između središnje kraljevske vlasti i vlasti vojvodstava. 
Konrad je u novom ratu protiv Bavarske i Švapske u jesen 918. teško ozlijeđen u borbi. 23. prosinca podlegao je ozljedama. Budući da nije imao djece, velikaši su nakon njegove smrti za kralja izabrali saskog vojvodu Henrika. 